# Rockhill, Pennsylvania
Rockhill là một thị trấn thuộc quận Huntingdon, tiểu bang Pennsylvania, Hoa Kỳ. Năm 2010, dân số của thị trấn này là 371 người.